# باب تيوكا (باب تيوكا)
باب تيوكا هي إحدى مشيخات المملكة المغربية، تتبع جغرافيا لإقليم سيدي قاسم وإداريًا لباب تيوكا. يقدر عدد سكانها بـ 3789 نسمة حسب الإحصاء الرسمي للسكان والسكنى لسنة 2004.